# 芝浦港南
芝浦港南（日语：／ Shibaura-kōnan */?）是東京都港區的5地區之一。

## 地域
- 海岸二・三丁目
- 港南一丁目 - 五丁目

- 芝浦一 - 四丁目
- 台場一・二丁目